# Stuart Lewis-Evans
Stuart Nigel Lewis-Evans (20 de abril de 1930 — 25 de outubro de 1958) foi um automobilista britânico de Fórmula 1 nascido na Inglaterra.
Logo na estreia do GP de Mônaco de 1957, ele marcou seus primeiros 3 pontos com o 4º lugar na prova. 
Evans faleceu tragicamente em 1958, durante o GP de Marrocos. O motor de sua Vanwall explodiu após o carro se chocar no muro. O inglês sofreu graves queimaduras e, não resistindo, acabou morrendo aos 28 anos uma semana depois da prova.
O piloto inglês Stuart Lewis-Evans encerrou a carreira disputando 14 provas, marcando 16 pontos no total e conquistando duas pole-positions, além de dois pódios.